# 格但斯克港
格但斯克港是波蘭城市格但斯克的港口，位於波羅的海格但斯克灣沿岸。格但斯克港分為內港和外港兩個港區。內港主要供散貨船和客船使用。外港位於格但斯克港北部，包括煤碼頭、油碼頭、深水貨櫃碼頭等供大型船舶停靠的設施。

## 外部連結
- Port of Gdańsk website （页面存档备份，存于）
- AIS live vessel traffic in Port of Gdańsk （页面存档备份，存于）
  - Google Earth plugin

54°22′50″N 18°39′30″E / 54.38056°N 18.65833°E